# Heilige Geestkerk (Antwerpen)
De Heilige Geestkerk is een parochiekerk in de stad Antwerpen, gelegen aan de Mechelsesteenweg 133.

## Geschiedenis
De parochie werd gesticht in 1909. Men kerkte aanvankelijk in een noodkerk. De bouw van de definitieve kerk begon in 1927. Het was een ontwerp van Joseph Evrard. In 1928 kwam het achterste gedeelte van de kerk gereed en kon dit in gebruik worden genomen. Van 1929-1931 werd het voorste gedeelte van de kerk gebouwd. Tijdens de Tweede Wereldoorlog opgelopen schade werd in de daaropvolgende jaren hersteld.

## Gebouw
Het betreft een georiënteerde bakstenen neoromaanse kruisbasiliek. In de noordwesthoek bevindt zich de toren op vierkante plattegrond. Het koor is vijfzijdig afgesloten. Het interieur stamt voornamelijk uit de tijd van de bouw.